# Magnetostatika
Magnetostatika proučava magnetska polja u sistemima gde su struje ravnomerne (ne menjaju se vremenom). Ona je magnetsko analogna u odnosu na elektrostatiku gde su naelektrisanja konstantna. Magnetizacija ne mora da bude statična; jednačine magnetostatike se mogu upotrebljavati da se predvidi brzo magnetsko prebacivanje što su događaji koji se dešavaju na vremenskoj skali od nekoliko nanosekundi ili manje. Magnetostatika je čak dobra aproksimacija čak i kada struje nisu statične – dokle god se struje ne menjaju brzo. Magnetostatika ima široku upotrebu u mikromagnetici kao što su modeli magnetskih uređaja za memorisanje.

## Primene

### Magnetostatika kao specijalni slučaj Maksvelovih jednačina
Počevši sa Maksvelovim jednačinama i pretpostavljajući da su naelektrisanja ili fiksna ili se kreću podjednako ravnomerno kao i struja {\displaystyle \scriptstyle {\vec {J}}}, jednačine se dele na dve jednačine za električno polje (pogledati elektrostatiku) i dve za magnetsko polje. Polja su nezavisna u odnosu na vreme i u odnosu jedno na drugo. Magnetostatičke jednačine i u diferencijalnom obliku i u integralnom obliku su prikazane u tabeli ispod.
| Ime                      | Parcijalna diferencijalna                                    | Integral                                                                            |
| ------------------------ | ------------------------------------------------------------ | ----------------------------------------------------------------------------------- |
| Gausov zakon magnetizma: | {\displaystyle {\vec {\nabla }}\cdot {\vec {B}}=0}           | {\displaystyle \oint _{S}{\vec {B}}\cdot \mathrm {d} {\vec {S}}=0}                  |
| Amperov zakon:           | {\displaystyle {\vec {\nabla }}\times {\vec {H}}={\vec {J}}} | {\displaystyle \oint _{C}{\vec {H}}\cdot \mathrm {d} {\vec {l}}=I_{\mathrm {enc} }} |

Prvi integral je preko površine {\displaystyle S} sa elementom koji se odnosi na površinu {\displaystyle \scriptstyle d{\vec {S}}}. Drugi je integral linije oko zatvorene petlje {\displaystyle C} sa elementom {\displaystyle \scriptstyle {\vec {l}}}. Struja koja teče kroz petlju je {\displaystyle \scriptstyle I_{\text{enc}}}.
Kvalitet ove aproksimacije može se proveriti poređenjem jednačina gore predstavljenih sa celovitom verzijom Maksvelovih jednačina a razmatranjane važnosti komponenti koje su uklonjene je od naročite važnosti poređenje {\displaystyle \scriptstyle {\vec {J}}} komponente sa {\displaystyle \scriptstyle \partial {\vec {D}}/\partial t} komponente . Ako je {\displaystyle \scriptstyle {\vec {J}}} komponenta poprilično veća onda manja komponenta može biti zanemarena bez većeg gubitka preciznosti.

### Ponovno upoznavanaje sa Faradejevim zakonom
Uobičajena tehnika je da se reši niz magnetostatičkih problema uz dodatne vremenske korake i onda se koriste ta rešenja da se proceni komponenta {\displaystyle \scriptstyle \partial {\vec {B}}/\partial t}. Ubacivanjem ovakvog rezultata u Faradejev zakon dovodi do rezultata {\displaystyle \scriptstyle {\vec {E}}} (što je prethodno bilo zanemareno). Ovaj metod nije istinito rešenje Maksvelovih jednačina, ali može da donese dobru aproksimaciju za sporo promenjiva polja.

## Rešenja za magnetska polja

### Izvori struje
Ako su sve struje u sistemu poznate (tj ako je dostupan potpuni opis (i.e., if a complete description of {\displaystyle \scriptstyle {\vec {J}}}) onda magnetsko polje može da se odredi na osnovu struja Bio-Savarovom jednačinom:
{\displaystyle {\vec {B}}={\frac {\mu _{0}}{4\pi }}I\int {\frac {\mathrm {d} {\vec {l}}\times {\hat {r}}}{r^{2}}}}
Ova tehnika uspeva kod problema gde je medijum vakuum ili vazduh ili slična materija relativne permeabilnosti od 1. Ovo uključuje kalemove sa vazdušnim jezgrom i transformatore sa vazdušnim jezgrom. Jedna prednost ove tehnike je to da geometrija komplesnog kalema može da se integriše u odeljke ili za veoma komplikovanu geometriju može se koristiti numerička integracija. Pošto se ova jednačina primarno koristi za rešavanje linearnih problema, potpun odgovor će biti zbir integrala svakog odeljka komponente.
Za probleme gde je dominantni magnetski materijal visoko permeabilno magnetsko jezgro sa relativno malim vazdušnim prolazima pristup magnetskog kola je koristan. Kada su vazdušni prolazi veliki u poređenju sa dužinom magnetskog kola, ograničenje postaje od važnosti i najčešće zahteva proračun konačnih elemenata. Proračun konačnih elemenata koristi modifikovani oblik magnetostatičkih jednačina gore pomenutih, za izračunavanje magnetskog potencijala. Vrednost {\displaystyle \scriptstyle {\vec {B}}} može se dobiti iz magnetskog potencijala.
Magnetsko polje se može izvesti iz vektorskog potencijala. Pošto je divergencija gustine magnetskog fluksa uvek nula,
{\displaystyle {\vec {B}}=\nabla \times {\vec {A}},}
i odnos vektorskog potencijala i struje je:
{\displaystyle {\vec {A}}={\frac {\mu _{0}}{4\pi }}\int {{\frac {\vec {J}}{r}}dV}}
gde je {\displaystyle \scriptstyle {\vec {J}}} gustina naelektrisanja.

### Magnetizacija
Visoko magnetni materijali (tj Feromagnetski, Ferimagnetski ili Paramagnetski) imaju magnetizaciju koja na prvom mestu zavisi od spina elektrona. Kod takvih materijala magnetizacija mora biti eksplicitno uključena koristeći odnos 
{\displaystyle {\vec {B}}=\mu _{0}({\vec {M}}+{\vec {H}}).}
Osim kod metala, elektične struje se mogu ignorisati. Onda je Amperov zakon jednostavno 
{\displaystyle \nabla \times {\vec {H}}=0.}
Ovo ima opšte rešenje
{\displaystyle {\vec {H}}=-\nabla U,}
Gde je {\displaystyle U} skalarni potencijal. Ubacujući ovo u Gausov zakon dobija se 
{\displaystyle \nabla ^{2}U=\nabla \cdot {\vec {M}}.}
Prema tome, divergencija magnetizacije, {\displaystyle \scriptstyle \nabla \cdot {\vec {M}},}ima analognu ulogu u odnosu na električno naelektrisanje u elektrostatici i često se naziva efektivnom gustinom naelektrisanja {\displaystyle \rho _{M}}.
Metod vektorskog potencijala se takođe može upotrebiti za efektivnu gustinu naelektrisanja
{\displaystyle {\vec {J_{M}}}=\nabla \times {\vec {M}}.}

## Literatura
- Aharoni, Amikam (1996). Introduction to the Theory of Ferromagnetism. Clarendon Press. ISBN 978-0-19-851791-7. Архивирано из оригинала 29. 06. 2011. г. Приступљено 14. 01. 2014.
- Feynman, Richard P.; Leighton, Robert B.; Sands, Matthew (2006). The Feynman Lectures on Physics. 2. Pearson/Addison-Wesley. ISBN 0-8053-9045-6.
- Hiebert, W; Ballentine, G; Freeman, M (2002). „Comparison of experimental and numerical micromagnetic dynamics in coherent precessional switching and modal oscillations”. Physical Review B. 65 (14): 140404. doi:10.1103/PhysRevB.65.140404.
- .  978-0-13-098576-7. стр. 386-387.
- Hon, Giora; Goldstein, Bernard R, Hon, Giora; Goldstein, Bernard R. (2006). „"Symmetry and asymmetry in electrodynamics from Rowland to Einstein"”. Studies in the History and Philosophy of Modern Physics. 37 (4): 635. Bibcode:2006SHPMP..37..635H. doi:10.1016/j.shpsb.2006.01.004., Hon, Giora; Goldstein, Bernard R. (децембар 2006). „Symmetry and asymmetry in electrodynamics from Rowland to Einstein”. Studies in History and Philosophy of Modern Physics. 37 (4): 635—660. Bibcode:2006SHPMP..37..635H. doi:10.1016/j.shpsb.2006.01.004., Elsevier.
- Hopkinson, John, "Magnetisation of iron", Philosophical Transactions of the Royal Society, vol. 176, pp. 455-469, 1885.
- Lambert, Mathieu; Mahseredjian, Jean; Martínez-Duró, Manuel; Sirois, Frédéric, Lambert, Mathieu; Mahseredjian, Jean; Martínez-Duró, Manuel; Sirois, Frédéric (децембар 2015). „"Magnetic circuits within electric circuits: critical review of existing methods and new mutator implementations"”. IEEE Transactions on Power Delivery. 30 (6): 2427—2434. Bibcode:2015ITPD...30.2427L. doi:10.1109/TPWRD.2015.2391231.,.
- Rowland, Henry A, „"On magnetic permeability and the maximum magnetism of iron, steel, and nickel"”. 46 (304). 1798: 140—159., Philosophical Magazine, series 4, , August 1873.
- Rowland, Henry A, Rowland, Henry A. (1880). „On the general equations of electro-magnetic action, with application to a new theory of magnetic attractions, and to the theory of the magnetic rotation of the plane of polarization of light”. American Journal of Mathematics. 3 (1–2): 89—113. JSTOR 2369444. doi:10.2307/2369444. (part 2), , March 1880.
- Schmidt, Robert Munnig; Schitter, Georg, "Electromechanical actuators", ch. 5 in Schmidt, Robert Munnig; Schitter, Georg; Rankers, Adrian; van Eijk, Jan, The Design of High Performance Mechatronics. IOS Press. 8. 1. 2014. ISBN 978-1614993681., 2014
- Thompson, Silvanus Phillips, The Electromagnet and Electromagnetic Mechanism. Cambridge University Press. 30. 6. 2011. ISBN 978-1108029216., 2011 (first published 1891) .
- Smith, R.J. (1966), Circuits, Devices and Systems, Chapter 15, Wiley International Edition, New York.  Library of Congress Catalog Card No. 66-17612
- Waygood, Adrian, Waygood, Adrian (19. 6. 2013). An Introduction to Electrical Science. Routledge. ISBN 978-1135071134., Routledge, 2013 .
- Pitt, Valerie H. (1977). The Penguin Dictionary of Physics. Penguin. ISBN 0-14-051071-0., 1977,
- Theraja, B. L. (2005). A Textbook of Electrical Technology. S. Chand. ISBN 81-219-2440-5., 2008,
- Rowland, H. A. (1878). „On the magnetic effect of electric convection”. American Journal of Science. 3rd series. 15: 30—38  — преко hathitrust.org.
- Rowland, H. A. (1879). „Note on the magnetic effect of electric convection”. Philosophical Magazine. 5th series. 7: 442—443  — преко hathitrust.org.
- Rowland, Henry A. (1878). „Research on the absolute unit of electrical resistance”. American Journal of Science. 3rd series. 15 (88): 281—291, 325—336, 430—439. Bibcode:1878AmJS...15..281R. S2CID 219243060. doi:10.2475/ajs.s3-15.88.281 — преко hathitrust.org.
- Lawrence M Lerner (1997). Physics for scientists and engineers. Jones & Bartlett Publishers. стр. 724—727. ISBN 978-0-7637-0460-5.
- „Electrolytic Cells”. hyperphysics.phy-astr.gsu.edu. Приступљено 17. 5. 2018.
- „Electrochemical Cells”. hyperphysics.phy-astr.gsu.edu. Приступљено 17. 5. 2018. „Electrochemical cells which generate an electric current are called voltaic cells or galvanic cells, and common batteries consist of one or more such cells. In other electrochemical cells an externally supplied electric current is used to drive a chemical reaction which would not occur spontaneously. Such cells are called electrolytic cells.”
- Brittain, J.E. (март 1990). „Thevenin's theorem”. IEEE Spectrum. 27 (3): 42. doi:10.1109/6.48845. Приступљено 1. 2. 2013.
- Dorf, Richard C.; Svoboda, James A. (2010). „Chapter 5 - Circuit Theorems”. Introduction to Electric Circuits (8th изд.). Hoboken, NJ: John Wiley & Sons. стр. 162—207. ISBN 978-0-470-52157-1. Архивирано из оригинала 30. 4. 2012. г. Приступљено 16. 6. 2019.
- Imaeda, K. (1995), „Biquaternionic Formulation of Maxwell's Equations and their Solutions”,  Ур.: Ablamowicz, Rafał; Lounesto, Pertti, Clifford Algebras and Spinor Structures, Springer, стр. 265—280, ISBN 978-90-481-4525-6, doi:10.1007/978-94-015-8422-7_16
- „On Faraday's Lines of Force” (PDF). Архивирано из оригинала 17. 12. 2008. г. – 1855/56. Maxwell's first paper (Part 1 & 2) – Compiled by Blaze Labs Research (PDF).
- On Physical Lines of Force – 1861. Maxwell's 1861 paper describing magnetic lines of force – Predecessor to 1873 Treatise.
- Larmor Joseph (1897). „On a dynamical theory of the electric and luminiferous medium. Part 3, Relations with material media”. Phil. Trans. R. Soc. 190: 205—300.
- Lorentz Hendrik (1899). „Simplified theory of electrical and optical phenomena in moving systems”. Proc. Acad. Science Amsterdam. I: 427—443.
- Lorentz Hendrik (1904). „Electromagnetic phenomena in a system moving with any velocity less than that of light”. Proc. Acad. Science Amsterdam. IV: 669—678.
- Henri Poincaré (1905) "Sur la dynamique de l'électron", Comptes Rendus de l'Académie des Sciences, 140, 1504–1508.
- Catt, Walton and Davidson. „"The History of Displacement Current"”. Архивирано из оригинала 06. 05. 2008. г. Приступљено 25. 06. 2023.. Wireless World, March 1979.